# Maakri
Maakri är en stadsdel i distriktet Kesklinn i Estlands huvudstad Tallinn.
Stadsdelen ligger öster om Tallinns medeltida innerstad och har under 1990- och 2000-talen utvecklats till Tallinns finansdistrikt, med flera nybyggda skyskrapor. Här har bland andra SEB och Nordea sina huvudkontor i Estland. Andra kända byggnader är varuhuset Stockmann, Radisson Blu Sky Hotel och Swissôtel Tallinn. Tallinns handelshögskola, Estonian Business School, har sitt huvudcampus här.
På platsen låg under medeltiden Tallinns johanniterhospital för leprasjuka, omnämnt redan år 1237 i ett dokument undertecknat av den påvliga legaten Vilhelm av Modena. Hospitalets kapell uppfördes senast under 1300-talet. Det ursprungliga kapellet förstördes under Livländska kriget på 1500-talet och på platsen uppfördes istället 1648 den nuvarande kyrkobyggnaden, som flera gånger byggts om. Sedan 1990-talet har Johanneskyrkan en församling tillhörande Armeniska apostoliska kyrkan.